# (21747) Justsolomon
(21747) Justsolomon (1999 RD170) – planetoida z pasa głównego asteroid okrążająca Słońce w ciągu 4,49 lat w średniej odległości 2,72 j.a. Odkryta 9 września 1999 roku.